# Reverse: 1999
Reverse: 1999 là tựa game nhập vai do hãng Bluepoch phát triển. Tựa game được phát hành chính thức vào ngày 26 tháng 10, 2023.

## Cốt truyện
Reverse: 1999 lấy bối cảnh ở London vào năm 1999. Trong đêm giao thừa chuyển giao giữa hai thiên niên kỉ, một "Cơn bão" đột nhiên xuất hiện. Ngay sau đó, tất cả mọi thứ trở nên hỗn loạn, thế giới trở về thời đại cổ xưa.
Người chơi hóa thân thành nhân vật "Timekeeper", người duy nhất không bị ảnh hưởng bởi "Cơn bão". Cô đã chứng kiến sự khởi đầu và kết thúc của vô số thời đại khác nhau. Trong khi đang du hành thời gian, cô ấy đã làm quen với nhiều người bạn đến từ các mốc thời gian khác nhau và các nước khác nhau và chỉ dẫn họ cách thoát khỏi "Cơn bão".

## Chiến đấu
Reverse: 1999 là game chiến đấu theo lượt dựa trên cơ chế thẻ bài. Trong khi chiến đấu, người chơi điều khiển 3 nhân vật mà mỗi nhân vật có các kỹ năng khác nhau với hai thẻ thần chú và một thẻ tuyệt kĩ. Mỗi thẻ bài có thể có từ 1 đến 3 sao, và người chơi có thể kết hợp 2 thẻ bài giống nhau để tăng số sao của thẻ bài, từ đó có sức mạnh lớn hơn.

## Phát triển
Game ra mắt bản beta thứ nhất vào ngày 7 tháng 1 năm 2022. Vào ngày 10 tháng 6 năm 2022, game ra mắt bản beta lần thứ hai. Ngày 31 tháng 5 năm 2023, game được ra mắt chính thức tại Trung Quốc và vào ngày 26 tháng 10 năm 2023, game được ra mắt chính thức trên toàn thế giới.